# Liga Federal Femenina de Básquetbol 2024
La Liga Federal Femenina de Básquetbol de 2024 (anteriormente Torneo Federal Femenino) fue la décima edición del torneo nacional de clubes de básquet femenino de Argentina organizado por la CABB. Ocho equipos participaron del torneo, que se disputará en un formato reducido a lo largo de tres fines de semana.El campeón fue el Club Atlético Independiente (Neuquén) tras atravesar invicto los tres cuadrangulares que conformaron el torneo. El título individual a la jugadora más valiosa del torneo (MVP) fue para Laila Raviolo, quién promedió 20 puntos, 7 rebotes, 4.6 asistencias, 2.3 robos y +26 de eficiencia en los tres partidos finales.

## Fechas y modo de disputa
Tras un primer comunicado anunciando la presencia de 32 equipos de ocho federaciones,finalmente la CABB confirmó la actuación de solo ocho equipos en la competencia. La misma contó con una primera fase donde los equipos fueron divididos en dos cuadrangulares disputados del 13 al 15 de septiembre en Santa Fe y Paraná. La segunda fase se jugó del 4 al 6 de octubre y constó de otros dos cuadrangulares donde se enfrentaron el 1° y 2° del Grupo A con el 3° y 4 del Grupo B y viceversa. Finalmente, entre el 18 y el 20 de octubre se llevó a cabo un Final Four en la ciudad de Paraná entre los dos primeros de cada grupo.
Finalizado el torneo la CAB informó que el campeón obtendría una plaza para participar en la siguiente Liga Femenina de Básquetbol, siempre y cuando cumpliese con los requisitos impuestos por la Asociación de Clubes (AdC) en materia de infraestructura y firmase un compromiso de participación por al menos dos temporadas.

## Equipos participantes
| Grupo A             | Grupo B                  |
| ------------------- | ------------------------ |
| Alba (Santa Fé)     | Talleres de Paraná       |
| Hércules de Charata | Santa Rosa               |
| Banco Rioja         | Independiente de Neuquén |
| Atlético Paracao    | Reconquista (La Plata)   |

## Primera fase

### Grupo A
| Pos. | Equipo           | Pts | PJ | PG | PP | PF  | PC  | Dif |
| ---- | ---------------- | --- | -- | -- | -- | --- | --- | --- |
| 1°   | Atlético Paracao | 5   | 3  | 2  | 1  | 220 | 208 | 12  |
| 2°   | Hércules         | 5   | 3  | 2  | 1  | 212 | 201 | 11  |
| 3°   | Banco Rioja      | 5   | 3  | 2  | 1  | 220 | 218 | 2   |
| 4°   | Alba Argentina   | 3   | 3  | 0  | 3  | 198 | 223 | -25 |

| 13 de septiembre de 2024, 19:00 | Alba Argentina        | 57–66   | Atlético Paracao | Maciel, Santa Fe                    |  |
|                                 | Parciales: -, -, -, - |         |                  |                                     |  |
|                                 |                       | Reporte |                  | Pabellón: Estadio Carlos P. Stelzer |  |

| 13 de septiembre de 2024, 21:30 | Hércules                                                                   | 68–56                | Banco Rioja                                                              | Maciel, Santa Fe                    |  |
|                                 | Parciales: -, -, -, -                                                      |                      |                                                                          |                                     |  |
|                                 | Estadísticas 1. 10 LEZCANO, R. 20 2. 10 LEZCANO, R. 16 3. 10 LEZCANO, R. 3 | Reporte Pts Reb Asts | Estadísticas 1. 13 ALEGRE, P. 19 2. 33 CARRIZO, Z. 10 3. 13 ALEGRE, P. 4 | Pabellón: Estadio Carlos P. Stelzer |  |

| 14 de septiembre de 2024, 19:00 | Atlético Paracao      | 72–80   | Banco Rioja | Maciel, Santa Fe                    |  |
|                                 | Parciales: -, -, -, - |         |             |                                     |  |
|                                 |                       | Reporte |             | Pabellón: Estadio Carlos P. Stelzer |  |

| 14 de septiembre de 2024, 21:30 | Alba Argentina        | 63–73   | Hércules | Maciel, Santa Fe                    |  |
|                                 | Parciales: -, -, -, - |         |          |                                     |  |
|                                 |                       | Reporte |          | Pabellón: Estadio Carlos P. Stelzer |  |

| 15 de septiembre de 2024, 19:00 | Alba Argentina                       | 78–84       | Banco Rioja                                           | Maciel, Santa Fe                    |  |
|                                 | Parciales: -, -, -, -                |             |                                                       |                                     |  |
|                                 | Estadísticas Pilar Saez Larrañaga 25 | Reporte Pts | Estadísticas Milagros Acevedo 24, Ornella Santelli 23 | Pabellón: Estadio Carlos P. Stelzer |  |

| 15 de septiembre de 2024, 21:30 | Hércules              | 71–82   | Atlético Paracao | Maciel, Santa Fe                    |  |
|                                 | Parciales: -, -, -, - |         |                  |                                     |  |
|                                 |                       | Reporte |                  | Pabellón: Estadio Carlos P. Stelzer |  |

### Grupo B
| Pos. | Equipo                   | Pts | PJ | PG | PP | PF  | PC  | Dif |
| ---- | ------------------------ | --- | -- | -- | -- | --- | --- | --- |
| 1°   | Independiente de Neuquén | 6   | 3  | 3  | 0  | 232 | 165 | 67  |
| 2°   | Santa Rosa               | 5   | 3  | 2  | 1  | 180 | 169 | 11  |
| 3°   | Reconquista La Plata     | 4   | 3  | 1  | 2  | 150 | 199 | -49 |
| 4°   | Atlético Talleres        | 3   | 3  | 0  | 3  | 171 | 200 | -29 |

| 13 de septiembre de 2024, 19:00 | Santa Rosa                                                                | 70–72                | Independiente de Neuquén                                                                                | Paraná, Entre Ríos                |  |
|                                 | Parciales: -, -, -, -                                                     |                      | |                                   |  |
|                                 | Estadísticas Johanna Puchetti 21 Johanna Puchetti 13 Joaquina Stoppello 6 | Reporte Pts Reb Asts | Estadísticas Jacqueline Soto 18, Natassja Kolff 17, Laila Raviolo 14 Jacqueline Soto 12 Laila Raviolo 6 | Pabellón: Estadio Raúl Bibi Gómez |  |

| 13 de septiembre de 2024, 21:30 | Atlético Talleres     | 61–68   | Reconquista La Plata | Paraná, Entre Ríos                |  |
|                                 | Parciales: -, -, -, - |         |                      |                                   |  |
|                                 |                       | Reporte |                      | Pabellón: Estadio Raúl Bibi Gómez |  |

| 14 de septiembre de 2024, 19:00 | Reconquista La Plata  | 37–86   | Independiente de Neuquén | Paraná, Entre Ríos                |  |
|                                 | Parciales: -, -, -, - |         |                          |                                   |  |
|                                 |                       | Reporte |                          | Pabellón: Estadio Raúl Bibi Gómez |  |

| 14 de septiembre de 2024, 21:30 | Atlético Talleres     | 52–58   | Santa Rosa | Paraná, Entre Ríos                |  |
|                                 | Parciales: -, -, -, - |         |            |                                   |  |
|                                 |                       | Reporte |            | Pabellón: Estadio Raúl Bibi Gómez |  |

| 15 de septiembre de 2024, 17:00 | Santa Rosa            | 52–45   | Reconquista La Plata | Paraná, Entre Ríos                |  |
|                                 | Parciales: -, -, -, - |         |                      |                                   |  |
|                                 |                       | Reporte |                      | Pabellón: Estadio Raúl Bibi Gómez |  |

| 15 de septiembre de 2024, 19:00 | Atlético Talleres                                                       | 58–74                | Independiente de Neuquén                                      | Paraná, Entre Ríos                |  |
|                                 | Parciales: -, -, -, -                                                   |                      |                                                               |                                   |  |
|                                 | Estadísticas 1. 12 CARRERO, C. 16 2. 9 FACELLO, C. 10 3. 8 DELSET, M. 8 | Reporte Pts Reb Asts | Estadísticas Laila Raviolo 27 Laila Raviolo 8 Laila Raviolo 5 | Pabellón: Estadio Raúl Bibi Gómez |  |

## Segunda fase

### Grupo A
| Pos. | Equipo               | Pts | PJ | PG | PP | PF  | PC  | Dif |
| ---- | -------------------- | --- | -- | -- | -- | --- | --- | --- |
| 1°   | Atlético Paracao     | 5   | 3  | 2  | 1  | 171 | 143 | 28  |
| 2°   | Hércules             | 5   | 3  | 2  | 1  | 194 | 176 | 18  |
| 3°   | Reconquista La Plata | 4   | 3  | 1  | 2  | 140 | 158 | -18 |
| 4°   | Atlético Talleres    | 4   | 3  | 1  | 2  | 140 | 168 | -28 |

| 4 de octubre de 2024, 19:00 | Atlético Paracao                                   | 65–56           | Hércules                                             | Paraná (Entre Ríos)               |  |
|                             | Parciales: -, -, -, -                              |                 |                                                      |                                   |  |
|                             | Estadísticas Antonella Pérez 20 Antonella Pérez 10 | Reporte Pts Reb | Estadísticas Guadalupe Goestschi 19 Rocío Lezcano 15 | Pabellón: Estadio Raúl Bibi Gómez |  |

| 4 de octubre de 2024, 21:00 | Atlético Talleres                                       | 42–40           | Reconquista (La Plata)                           | Paraná (Entre Ríos)               |  |
|                             | Parciales: -, -, -, -                                   |                 |                                                  |                                   |  |
|                             | Estadísticas Evangelina Ramos 11 María Emilia Delset 11 | Reporte Pts Reb | Estadísticas Milagros Birge 11 Milagros Birge 12 | Pabellón: Estadio Raúl Bibi Gómez |  |

| 5 de octubre de 2024, 19:00 | Atlético Paracao      | 49–52   | Reconquista (La Plata) | Paraná (Entre Ríos)               |  |
|                             | Parciales: -, -, -, - |         |                        |                                   |  |
|                             |                       | Reporte |                        | Pabellón: Estadio Raúl Bibi Gómez |  |

| 5 de octubre de 2024, 21:00 | Atlético Talleres     | 63–71   | Hércules | Paraná (Entre Ríos)               |  |
|                             | Parciales: -, -, -, - |         |          |                                   |  |
|                             |                       | Reporte |          | Pabellón: Estadio Raúl Bibi Gómez |  |

| 6 de octubre de 2024, 19:00 | Hércules                           | 67–48       | Reconquista (La Plata)          | Paraná (Entre Ríos)               |  |
|                             | Parciales: -, -, -, -              |             |                                 |                                   |  |
|                             | Estadísticas Guadalupe Goetschi 17 | Reporte Pts | Estadísticas Ambar Ibarborde 13 | Pabellón: Estadio Raúl Bibi Gómez |  |

| 6 de octubre de 2024, 21:00 | Atlético Talleres           | 35–57           | Atlético Paracao                                         | Paraná (Entre Ríos)               |  |
|                             | Parciales: -, -, -, -       |                 |                                                          |                                   |  |
|                             | Estadísticas María Delset 9 | Reporte Pts Reb | Estadísticas María Florencia Pérez 14 Grecia González 15 | Pabellón: Estadio Raúl Bibi Gómez |  |

### Grupo B
| Pos. | Equipo                   | Pts | PJ | PG | PP | PF  | PC  | Dif |
| ---- | ------------------------ | --- | -- | -- | -- | --- | --- | --- |
| 1°   | Independiente de Neuquén | 6   | 3  | 3  | 0  | 248 | 164 | 84  |
| 2°   | Santa Rosa               | 5   | 3  | 2  | 1  | 158 | 192 | -34 |
| 3°   | Alba Argentina           | 4   | 3  | 1  | 2  | 168 | 153 | 15  |
| 4°   | Banco Rioja              | 3   | 3  | 0  | 3  | 163 | 228 | -65 |

| 4 de octubre de 2024, 19:00 | Santa Rosa            | 46–92   | Independiente de Neuquén                              | Maciel (Santa Fe)                   |  |
|                             | Parciales: -, -, -, - |         |                                                       |                                     |  |
|                             |                       | Reporte | Estadísticas Iara Baiche (14) y Johanna Puchetti (14) | Pabellón: Estadio Carlos P. Stelzer |  |

| 4 de octubre de 2024, 21:30 | Alba Argentina                                             | 71–45                | Banco Rioja                                           | Maciel (Santa Fe)                   |  |
|                             | Parciales: -, -, -, -                                      |                      |                                                       |                                     |  |
|                             | Estadísticas Gonzalez, V. 20 Toledano, G. 9 Gonzalez, V. 5 | Reporte Pts Reb Asts | Estadísticas Alegre, P. 18 Carrizo, Z. 7 Alegre, P. 4 | Pabellón: Estadio Carlos P. Stelzer |  |

| 5 de octubre de 2024, 19:00 | Santa Rosa            | 59–58   | Banco Rioja | Maciel (Santa Fe)                   |  |
|                             | Parciales: -, -, -, - |         |             |                                     |  |
|                             |                       | Reporte |             | Pabellón: Estadio Carlos P. Stelzer |  |

| 5 de octubre de 2024, 21:30 | Alba Argentina        | 55–58   | Independiente de Neuquén | Maciel (Santa Fe)                   |  |
|                             | Parciales: -, -, -, - |         |                          |                                     |  |
|                             |                       | Reporte |                          | Pabellón: Estadio Carlos P. Stelzer |  |

| 6 de octubre de 2024, 19:00 | Banco Rioja           | 60–98   | Independiente de Neuquén | Maciel (Santa Fe)                   |  |
|                             | Parciales: -, -, -, - |         |                          |                                     |  |
|                             |                       | Reporte |                          | Pabellón: Estadio Carlos P. Stelzer |  |

| 6 de octubre de 2024, 21:30 | Alba Argentina                     | 42–50       | Santa Rosa                                           | Maciel (Santa Fe)                   |  |
|                             | Parciales: -, -, -, -              |             |                                                      |                                     |  |
|                             | Estadísticas Valentina González 21 | Reporte Pts | Estadísticas Johanna Puchetti 15 Johanna Puchetti 14 | Pabellón: Estadio Carlos P. Stelzer |  |

## Cuadrangular final
| Pos. | Equipo                            | Pts | PJ | PG | PP | PF  | PC  | Dif |
| ---- | --------------------------------- | --- | -- | -- | -- | --- | --- | --- |
| 1°   | Club Atlético Independiente (NQN) | 6   | 3  | 3  | 0  | 220 | 153 | 67  |
| 2°   | Santa Rosa                        | 5   | 3  | 2  | 1  | 181 | 191 | -10 |
| 3°   | Hércules                          | 5   | 3  | 1  | 2  | 176 | 206 | -30 |
| 4°   | Atlético Paracao                  | 3   | 3  | 0  | 3  | 176 | 203 | -27 |

| 18/10/2024 19:30 | Club Atletico Independiente (NQN)                                | 74–43                | Santa Rosa                                                          | Paraná (Entre Ríos)             |  |
|                  |                                                                  |                      |                                                                     |                                 |  |
|                  | Estadísticas Laila Raviolo 21 Soto, Jacqueline 8 Laila Raviolo 8 | Reporte Pts Reb Asts | Estadísticas Johanna Puchetti 21 Johanna Puchetti 13 Gonzalez, I. 1 | Pabellón: Club Atlético Paracao |  |

| 18/10/2024 21:30 | Club Atlético Paracao | 58–67           | Club Hercules | Paraná (Entre Ríos)             |  |
|                  |                       |                 |               |                                 |  |
|                  | Estadísticas          | Reporte Pts Reb | Estadísticas  | Pabellón: Club Atlético Paracao |  |

| 19/10/2024 19:00 | Club Hercules                                             | 53–80                | Club Atletico Independiente (NQN)                                      | Paraná (Entre Ríos)             |  |
|                  |                                                           |                      |                                                                        |                                 |  |
|                  | Estadísticas Lezcano, R. 17 Lezcano, R. 12 Hamaniuk, C. 3 | Reporte Pts Reb Asts | Estadísticas Natassja Kolff 19 Laila Raviolo 18 Tell, J. 11 Tell, J. 8 | Pabellón: Club Atlético Paracao |  |

| 19/10/2024 21:00 | Club Atlético Paracao | 61–70           | Santa Rosa   | Paraná (Entre Ríos)             |  |
|                  |                       |                 |              |                                 |  |
|                  | Estadísticas          | Reporte Pts Reb | Estadísticas | Pabellón: Club Atlético Paracao |  |

| 20/10/2024 16:00 | Club Hercules | 56–68           | Santa Rosa   | Paraná (Entre Ríos)             |  |
|                  |               |                 |              |                                 |  |
|                  | Estadísticas  | Reporte Pts Reb | Estadísticas | Pabellón: Club Atlético Paracao |  |

| 20/10/2024 18:00 | Club Atlético Paracao | 57–66           | Club Atletico Independiente (NQN) | Paraná (Entre Ríos)             |  |
|                  |                       |                 |                                   |                                 |  |
|                  | Estadísticas          | Reporte Pts Reb | Estadísticas                      | Pabellón: Club Atlético Paracao |  |

Club Atlético Independiente (Neuquén)

Campeón

Primer título